# 光滑粟螺
光滑粟螺（学名：Stenothyra glabra），是中腹足目粟螺科粟螺属的一种。主要分布于韩国、中国大陆、台湾，常栖息在潮间带。